# Torsten Kauke
Torsten Kauke (* 13. August 1967 in Seeheim-Jugenheim), bekannt als tvuzk (Eigenschreibweise) oder Torstn Kauke (Eigenschreibweise), ist ein deutscher Musiker, Comiczeichner, Musik- und Kunst-Blogger und Kulturimpresario aus Offenbach. Er ist Teil der Künstlergruppe KiX und war in den 1990er Jahren Mitherausgeber des gleichnamigen Underground-Comicmagazins. Kauke ist Sänger und Gitarrist der Band Superstolk und darüber hinaus in zahlreiche Musikprojekte involviert. Er betreibt das Label Unpop Media und ist seit 2009 Betreiber des Veranstaltungslokals Waggon am Kulturgleis in Offenbach, das 2016 mit dem Kulturpreis der Stadt Offenbach ausgezeichnet wurde.

## Karriere
Bereits in seiner Jugend begann Kauke sich künstlerisch auszudrücken. Von Beginn an folgte er bei seinem Schaffen den politischen und ethischen Prinzipien der Do-it-yourself-Bewegung, nach denen er bis heute arbeitet. Er komponiert, schreibt, produziert und gestaltet seine Veröffentlichungen selbst, und bringt sie größtenteils im Eigenverlag heraus. Als Künstler arbeitet Kauke multimedial, neben der Musik zeichnet, malt und textet er und wirkt an Film- und Theaterproduktionen mit. Vorrangig jedoch tritt Kauke als Musiker in Erscheinung. Sein Wirken ist fest verwurzelt in der Fanzine-, Homerecording- und Kassetten-Kultur und er meidet bewusst den kulturellen Mainstream. Ursprünglich stark von Punk und New Wave beeinflusst, verarbeitet der musikalische Autodidakt und Multiinstrumentalist (Gitarre, Bass, Gesang, Keyboards, Elektronik) ab Mitte der 1990er Jahre verschiedenste Einflüsse, unter anderem aus dem Jazz, der Elektronischen Musik und experimenteller Musik  jeglicher Couleur.
Im Alter von 15 Jahren gründete Kauke 1982 mit seinem Schulfreund Ondrej Bartos seine erste Band Radowu und veröffentlicht mit dieser erste Tapes. Ab 1984 veröffentlichte er unter dem Pseudonym tvuzk erste Solo-Arbeiten. Mit seinem Bruder Carsten „Raul C. O.“ Kauke gründete er 1985 zunächst die Band Glück Gluck Glück, ab 1987 firmierten die beiden dann unter dem Namen Asozialsky und Hatsch und sammelten erste Live-Erfahrungen.  Mit den Projekten der frühen Jahre seines Schaffens veröffentlichte Kauke eine unüberschaubare Anzahl von Tapes in Klein- und Kleinst-Auflagen. Asozialsky und Hatsch produzierten darüber hinaus 1988 den Videofilm The Great Rock'n'Kohl Schwindl. Bis heute ist Carsten Kauke, der stets unter dem Pseudonym Raul C. O. Kauke arbeitet und veröffentlicht, als Videokünstler tätig und Bruder Torsten ist als Schauspieler und Synchronsprecher an den Produktionen beteiligt.
1989 formierten Torsten (Gitarre) und Carsten Kauke (Bass) mit dem zweiten Gitarristen Stefan Duris, dem Sänger Manutchehr Ghassemlou, dem Schlagzeuger Florian Dröse und dem Comiczeichner Michael „Rautie“ Rautenberg als Visual Artist die Punk-Band Kaktuxxe (Eigenschreibweise; gesprochen: Kaktusse). Anfang der neunziger Jahre gehörten die Kaktuxxe neben Acts wie U.F.D., Reverend Schulzz und Robsie Richter zu den Aushängeschildern der Hanauer Punk- und Musikszene. Sie veröffentlichten mehrere Tonträger und spielten Konzerte im gesamten Bundesgebiet. 1995 lösten die Kaktuxxe sich auf.
Ab 1989 begann Kauke auch seine publizistische Tätigkeit. Zusammen mit Carsten Kauke veröffentlichte er das Fanzine Der innere Schweinehund – Magazin für den gesellschaftlichen Niedergang. Im Gegensatz zu den meisten anderen Fanzines ging es im Schweinehund nur zu einem geringen Teil um Musik. In dem sehr persönlichen, von einem dadaistischen Humor geprägten Heft, schrieben die Kaukes über eine breite Palette, teils skurriler Themen, die von den Beatles über Helmut Kohl, bis zu Nogger-Eis oder das Kaninchen Fleischmann reichten. Es erschienen bis 2001 insgesamt 38 Ausgaben im Selbstverlag, sowie der Sammelband Das innere Schweinehund Hundbuch, den der Dreieck Verlag 1996 veröffentlichte. Kauke gehörte zu den führenden Vertretern der Fanzine-Szene im Rhein-Main-Gebiet. In den neunziger Jahren führte er auch das Tape-Label Schweinehund Tapes, mit dem er über 50 Tapes verschiedener Künstler veröffentlichte.
1990 schlossen sich vier der Kaktuxxe-Musiker – die Gebrüder Kauke, Ghassemlou und Rautenberg – mit dem Künstler Jörg Ritter zu der Künstlergruppe KiX zusammen, und bis heute arbeiten die Künstler in verschiedenen Projekten zusammen. KiX waren vor allem in den 1990er Jahren in Hanau aktiv, wo die Künstler auch lebten, teilweise zusammen in einer Wohngemeinschaft. Das Kollektiv arbeitete multimedial. Zentraler Bezugspunkt ihres Schaffens war das Comicmagazin KiX, die Mitglieder der Gruppe spielten aber auch in einer Reihe von Bands zusammen und verwirklichten eine Reihe von Kurzfilmen und einige Hörspiele, die sie „Akustik Comics“ nannten.
Das erste Heft der KiX Comics erschien 1990. Ab April 1991 erschienen die KiX-Heftchen bis 1995 regelmäßig in 29 Ausgaben, sowie einigen Sonderheften und Sammelbänden, im eigens gegründeten Verlag KiX Multimedia. Neben den Comics von Rautenberg, Ritter, Ghassemlou und den Kauke-Brüdern, erschienen in dem Magazin auch frühe Arbeiten von Zeichnern wie Klaus Cornfield oder Hannes Neubauer. Die Macher des Heftes übertrugen die Haltung des Punk auf das Medium Comic. Die Offenbach Post hob die „skurrilen Ideen“ und den „provokanten Stil“ der Hefte hervor, in denen es „von Makabrem und schwarzem Humor wimmelt“. Die KiX-Comics „beeindrucken durch die Kraft der Bilder“ und seien „teilweise so abgedreht, dass nicht alle Comicverkäufer sie in ihr Sortiment aufnehmen“ stellte Ullrich Mattner 1992 in der Frankfurter Rundschau fest. KiX war trotz teilweise geringer Verkaufszahlen ein einflussreiches Underground-Comic und „prägte und zelebrierte eine amateurhaft anmutende, von absurdem Humor geprägte Strichmännchen-Kultur, die heute oft und gerne imitiert wird“, wie das Gratis Comic Tag Magazin 2013 konstatierte.
Neben der Tätigkeit als Zeichner, Redakteur und Mitherausgeber der KiX Comics war Torsten Kauke auch an einigen der KiX-Bands beteiligt. So bildeten er (Gesang, Gitarre) und Carsten Kauke (Gesang, Bass) mit dem Kaktuxxe-Schlagzeuger Flo Dröse von 1990 bis 1993 die Poppunk-Band Fishkicks. Nach einigen Liveauftritten und der Veröffentlichung eines Tapes und einer 7'' EP lösten die Fishkicks sich auf. Eine weitere KiX-Band war Holly Golightly, in der neben Torsten Kauke am Bass und Manutchehr Ghassemlou am Schlagzeug, auch der Kaktuxxe-Gitarrist Stefan Duris und die Sängerin Stefanie Wilkenloh spielten. Holly Golightly waren von 1991 bis 1995 aktiv. Sie veröffentlichten ein Tape und eine 7'' EP.
Ab 1993 bildete Kauke mit seinem Bruder Carsten das Performance-Duo Die Kaninchen. In selbst genähten Kaninchenkostümen aus Frottee absolvierten die beiden zahlreiche, zumeist frei improvisierte Auftritte, bei denen sie „den Menschen“ einen kritischen Spiegel aus Kaninchensicht vorhielten. Die Kaninchen veröffentlichten ein Tape mit Hörspielen.
1995 startete Torsten Kauke das Electro-Punk Projekt Superstolk 2000. Zunächst als Soloprojekt gestartet, wurde Kauke im Laufe der folgenden Jahre von verschiedenen Musikern, darunter sein Bruder Carsten, unterstützt. 2005 kam Jörg Ritter als festes Mitglied zu der Band, die seither als Duo firmiert. Den Namen des Projekts änderten die beiden in Superstolk (auch: Die Popgruppe Superstolk). Kauke spielt bei Superstolk die Gitarre und singt, Ritter steuert elektronische Beats bei. Superstolk absolvieren Auftritte im gesamten Bundesgebiet und veröffentlichten zahlreiche Tonträger, viele davon auf Kaukes eigenem Label Unpop Media, einige aber auch auf Labels wie Rustikal Records und Knorz Records.
1996 löste Kauke, inzwischen Student an der Hochschule für Gestaltung (HfG) in Offenbach, mit einem seiner Werke, einen regionalen Kunstskandal aus. Im Rahmen einer Aktion der HfG und der städtischen Müllabfuhr, versahen Studierende der Hochschule die städtischen Müllwagen mit Kunstwerken. Besonders von Kaukes Beitrag – das Bild zeigte Teile einer Jesus-Darstellung und den Satz „Machs Mull Mini Müm“ – fühlten sich konservative und christliche Kreise provoziert. In der Folge wurde die, unter der Leitung von Professor Manfred Stumpf stehende, Aktion kontrovers diskutiert. Die Kunstwerke wurden von den Müllwagen entfernt und für einen gemeinnützigen Zweck versteigert.
Kauke ist in verschiedenen langjährigen Musikprojekten aktiv. Neben Superstolk sind dies unter anderem das Electro-Duo tb or not tb (Eigenschreibweise) mit seiner Frau Bea Dietz und das Improvisationsprojekt Materialeinschüchterung mit dem Offenbacher Musiker Oliver Kaib. Er komponiert auch Soundtracks und Klanglandschaften für Kurzfilme, Performances und Bühnenpräsentationen zahlreicher befreundeter Künstler.
Kauke ist der Betreiber des Musik-Labels Unpop Media, das seit 2007 ausschließlich Musikprojekte, an denen er selbst beteiligt ist, veröffentlicht. Das Artwork der Unpop-Veröffentlichungen gestaltet Kauke größtenteils selbst. Die Cover der Veröffentlichungen sind teilweise handgefertigte, künstlerische Verpackungen in limitierter Auflage, und einigen der CDs und Kassetten liegen von ihm gestaltete Booklets bei.
Torstn Kauke präsentiert Unpop ist der Name eines Blogs auf dem Kauke nicht nur sein eigenes Werk, sondern darüber hinaus auch die Geschichte der Punk- und Independent-Kultur im Rhein-Main-Gebiet dokumentiert und archiviert. Des Weiteren betreibt er verschiedene Blogs, auf denen er Comics und Zeichnungen veröffentlicht.
Kauke ist seit 2009 Betreiber des Waggon am Kulturgleis in Offenbach, einem von dem Verein Soziale Plastik getragenen Veranstaltungslokal. Mit seinem Kollegen Georg Klein zeichnet Kauke in dieser Funktion für ein breit gefächertes kulturelles Programm verantwortlich. Neben Konzerten gehören Lesungen, Performances, Ausstellungen, Filmveranstaltungen und verschiedene Events zur Digitalkultur zum Programm des Waggons. Kauke bot so weit über einhundert Künstlern aus aller Welt Gelegenheit, sich live zu präsentieren. 2016 wurde der Waggon am Kulturgleis mit dem Kulturpreis der Stadt Offenbach ausgezeichnet.

## Biografisches und Privatleben
Kauke verlebte seine Jugend in der Gemeinde Erlensee bei Hanau. In Hanau besuchte er das Karl-Rehbein-Gymnasium, wo er 1988 die Reifeprüfung ablegte. Kauke studierte Germanistik an der Johann Wolfgang Goethe-Universität in Frankfurt und Visuelle Kommunikation an der Hochschule für Gestaltung in Offenbach. Er lebt mit seiner Frau, der Künstlerin Bea Dietz, und einem gemeinsamen Sohn in Offenbach.

## Veröffentlichungen (Auswahl)

### Diskografie
Solo
als Torstn Kauke
- 2003 17 Fragen an die Welt (Kix Multimedia, CD)
- 2004 5 Zusatzfragen (Kix Multimedia, Digital EP)
- 2004 Retrospekt eins - Songs & Tracks 70-02 (Unpop Media, CD)
- 2014 Schallwellen (Unpop Media, CD-Box-Set)
- 2015 Acht Dubs (Unpop Media, Tape)
- 2016 Nullrunde (Liegen gelassene Lieder 2002–2009) (Unpop Media, CD)
- 2018 Pass nur gut auf weil die Zeit vergeht (Unpop Media, Booklet mit Comics, Zeichnungen und Fotografien, inkl. Download-Code für ein Digital Album)
- 2020 Hainbachtal Sinfonie (Unpop Media, Tape)
- 2021 Bismarckstrassen Meditationen (Unpop Media, Tape)
- 2022 Ernte 23 (Unpop Media, Tape)
- 2023 Aus der Ferne (Unpop Media, Digital Album)

als tvuzk
- 1990 16 gesellschaftskritische Lieder & Balladen (Schweinehundtapes, Tape)
- 1990 Poems for Peppermintgirl (Schweinehundtapes, Tape)
- 1991 Arschlochen (Schweinehundtapes, Tape)
- 1993 Out of Hell and into Heaven (Schweinehundtapes, Tape)
- 1993 1967 (Schweinehundtapes, Tape)
- 1995 Honey Honey And Other Unreleased Golden Classics (Maljugin Musik, Tape)

Bands und Projekte
mit Asozialsky und Hatsch
- 1987 Peter scheisst ins Klassenbuch (Red Jacket Tapes, Tape)
- 1987 Freie Deutsche Jugend (Red Jacket Tapes, Tape)
- 1989 Fucking for Fleischmann (Red Jacket Tapes, Tape)
- 1989 Der Kult um den Geheimbund (Red Jacket Tapes, Tape)
- 2012 The Great Rock'n'Kohl Schwindl (Unpop Media, DVD, enthält den von Kauke restaurierten Film von 1988 sowie Konzertaufnahmen aus demselben Jahr)
- 2018 Gymnasiastenpunk 1987–1989 – The very best of Asozialsky & Hatsch (Unpop Media, Digital Album)

mit Bum Khun Cha Youth
- 1997 Ersatzpunk (Rock-O-Tronic Records, 7″ EP)

mit Fishkicks
- 1991 Fantape (Schweinehundtapes, Tape)
- 1991 Sommer 19/90 (Schweinehundtapes, Tape)
- 1992 Rot (Bad Moon Records, 7″ EP)
- 1996 Fischtritts (Schweinehundtapes, Tape)

mit Holly Golightly
- 1992 Happy (Kix Multimedia, 7″ EP)
- 1994 Flowerbed. (Schweinehund Tapes, Tape)

mit Kaktuxxe
- 1990 Das Kacktusse-Archiv Volume 1, 1988–1990 (Kaktuxxe Selbstverlag, Tape)
- 1991 Das Kacktusse-Archiv Volume 2, 1990–1991 (Kaktuxxe Selbstverlag, Tape)
- 1991 Kacktusse (Schweinehundtapes, Tape)
- 1991 Fight the Nazi-Baby (Bad Moon Records, 7″ EP)
- 1991 Les Aventures De Mme. Butterfly (Kaktuxxe Selbstverlag, Tape)
- 1992 Fight the Nazi Baby (Schweinehundtapes, Tape)
- 1992 Chicalagazelle (Lalabuh Records, CD)
- 1992 Waitingwewilldie (Schweinehundtapes, Tape)
- 1994 Moo Moo – it's just the Cow (Schweinehundtapes, Tape)
- 1999 Kaktuxxe Volume 1 1990–1992 (KiX Multimedia, CD)
- 1999 Kaktuxxe Volume 2 1992–1995 (KiX Multimedia, CD)
- 2013 Chicalagazelle - 20th Anniversary Edition (Unpop Media, 5-CD-Set)

mit Die Kaninchen
- 1994 Lustige Kaninchenabenteuer (Schweinehund Tapes, Tape)

mit Laula!
- 2012 Laulaa (Unpop Media, CD)

mit Looplab
- 1997 Looped Labour (Schweinehund Tapes, Tape)
- 1997 Balcon Elektrique (NoName Tapes, Tape)
- 1998 Promo Tape (Schweinehund Tapes, Tape)
- 1998 Atomic Loops (Schweinehund Tapes, Tape)
- 2007 No Vember (Unpop Media, Digital EP)
- 2008 Pitch (Unpop Media, Digital EP)
- 2022 Trig of the Light 1996–1997 (Unpop Media, Digital Album)

mit Materialeinschüchterung
- 2014 Kauke/Kaib Materialeinschüchterung (Unpop Media, CD)
- 2015 ME15 (Unpop Media, CD)
- 2016 Material Intimidation (Unpop Media, CD)
- 2016 Live 2015 (Unpop Media, Tape)

mit  Microgramma Medium Extended
- 2013 Patchwork/Flickwerk 2002–2013 (Unpop Media, CD)

mit No Funny Handtoys
- 2012 Anthologie 1990–1990 (Unpop Media, Digital Album)

mit Superstolk
- 1995 Ansonsten Schrank (Schweinehund Tapes, Tape.)
- 1998 Was kostet die Welt? (Knorz Records, 7'' EP)
- 1999 Jedermann sein eigner Schrank (Unpop Media, CD)
- 2006 Spektakelzeit (Unpop Media, CD EP)
- 2007 LoFi Discothek (Unpop Media, 7'' EP)
- 2007 Es geht nichts verloren, es geht nichts vorbei... (Unpop Media, CD)
- 2010 Froiedich's Kristkind (Unpop Media, Digital EP)
- 2010 Superstolk aus Offenbach (Unpop Media, CD)
- 2011 Superstolk Weihnachtsgala (Unpop Media, CD)
- 2012 Rhythmanalysis? Rhythmsynthesis! (Unpop Media, Digital EP)
- 2012 Ohne Finanzen keine Krise (Unpop Media, CD)
- 2012 Ohne Finanzen keine Krise Extended (Unpop Media, CD-Box-Set)
- 2012 Kassel (Unpop Media, Digital EP)
- 2014 Super war Super (Rustikal Records, 12'' EP)
- 2014 Super war Super Tour (Unpop Media, CD)
- 2016 Ansonsten Schrank Extended (Unpop Media, Tape)
- 2016 Very Greatest Hits (Unpop Media, CD)
- 2017 Dann und Wann (Live 2006–2016). (Unpop Media, Tape)

mit t.b. OR NOT t.b.
- 2015 Rorschach (Unpop Media, CD und Tape Set)
- 2016 Baby Bunny Box (Unpop Media, CD-Box-Set)
- 2016 Die Neunte Dimension (Unpop Media, CD)
- 2016 Ghostly (Unpop Media, CD)
- 2021 This is not me (Unpop Media, Digital Album)

### Bibliografie
Die Printausgaben seiner Comics veröffentlichte Kauke durchgehend unter dem Pseudonym tvuzk.
- Der innere Schweinehund #1–38. Fanzine. (Selbstverlag Torsten und Carsten Kauke, Hanau 1989–2001.)
- KiX #0–29 (Eigenverlag Rautenberg und Kauke, Hanau; ab #10 KiX Multimedia, Hanau 1990–1995.)
- Kix Sonderband #1 (KiX Multimedia, Hanau 1992.)
- Kix Exxtra (KiX Multimedia, Hanau 1992.)
- Insekt (KiX Multimedia, Hanau 1992.)
- Das Euter #1 (KiX Multimedia, Hanau 1993.)
- Fromme Bildgeschichten (KiX Multimedia, Hanau 1994.)
- Unkopf (KiX Multimedia, Hanau  1994.)
- Stuzzi Cadenti (KiX Multimedia, Hanau 1996.)
- Stuzzi Cadenti Limitierte Sonderausgabe (KiX Multimedia, Hanau 1996.)
- Der innere Schweinehund Hundbuch. (Dreieck Verlag, Mainz, 1996.)
- KiX #30 (KiX Verlag, Offenbach, 2019.)
- KiX #31 (KiX Verlag, Offenbach, 2020.)
- KiX #32 (KiX Verlag, Offenbach, 2021.)
- KiX #33 (KiX Verlag, Hanau, 2022.)
- KiX #34 (KiX Verlag, Hanau, 2023.)
- KiX #35 (KiX Verlag, Hanau, 2025)

Online Comics
- 2004 Krankpop versus Punkrock
- 2002 Patinate.lls #1
- 2003 Patinate.lls #2
- 2004 Patinate.lls #3